# Diocesi di Sagalasso

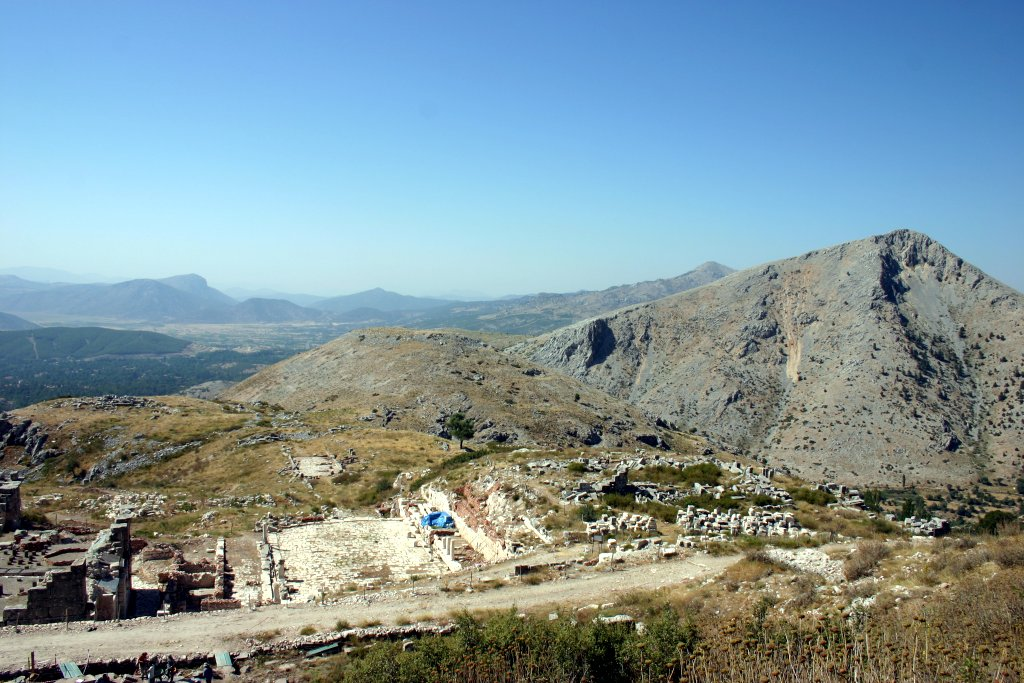
Vista sulle rovine di Sagalassos.

La diocesi di Sagalasso (in latino Dioecesis Sagalassensis) è una sede soppressa e sede titolare della Chiesa cattolica.

## Storia
Sagalasso, identificabile con Ağlasun nel distretto omonimo in Turchia, è un'antica sede episcopale della provincia romana della Pisidia nella diocesi civile di Asia. Faceva parte del patriarcato di Costantinopoli ed era suffraganea dell'arcidiocesi di Antiochia.
La diocesi è documentata nelle Notitiae Episcopatuum del patriarcato di Costantinopoli fino al XII secolo.
Sono cinque i vescovi attribuiti a questa antica diocesi. Ionnio (che Le Quien chiama Giovio) prese parte al concilio di Costantinopoli del 381. Fonteiano partecipò al concilio di Calcedonia del 451 e sottoscrisse, tra il 458 e il 459, l'enciclica sinodale che Gennadio di Costantinopoli e il sinodo permanente del patriarcato indirizzarono a papa Leone I e a tutti i metropoliti dell'impero contro la pratica della simonia e i simoniaci. Un'iscrizione, datata al V o VI secolo, riporta il nome del vescovo Paolo, attribuito alla sede di Sagalasso. Giorgio sottoscrisse gli atti del concilio in Trullo del 691/692. Al secondo concilio di Nicea del 787 era presente il vescovo Giovanni. Leone prese parte ai Concili di Costantinopoli dell'869-870 e dell'879-880 che trattarono la questione del patriarca Fozio di Costantinopoli. Infine, la sigillografia ha restituito il nome del vescovo Giorgio, il cui sigillo è datato tra X e XI secolo.
Dal XIX secolo  Sagalasso è annoverata tra le sedi vescovili titolari della Chiesa cattolica; la sede è vacante dal 15 marzo 1964.

## Cronotassi

### Vescovi greci
- Giovio † (menzionato nel 381)
- Fonteiano † (prima del 451 - dopo il 459)
- Paolo † (V/VI secolo)
- Giorgio I † (prima del 691 - dopo il 692)
- Giovanni † (menzionato nel 787)
- Leone † (prima dell'869 - dopo l'879)
- Giorgio II † (X/XI secolo)

### Vescovi titolari
- Pierre-Xavier Mugabure, M.E.P. † (21 marzo 1902 - 27 giugno 1906 succeduto arcivescovo di Tokyo)
- Émile-Gabriel Grison, S.C.I. † (12 marzo 1908 - 13 febbraio 1942 deceduto)
- Franciscus Joosten, C.I.C.M. † (20 novembre 1947 - 2 maggio 1948 deceduto)
- Simon Hòa Nguyễn Văn Hiền † (20 settembre 1955 - 24 novembre 1960 nominato vescovo di Ðà Lat)
- Peter Han Kong-ryel † (3 gennaio 1961 - 10 marzo 1962 nominato vescovo di Jeonju)
- Fortunato da Veiga Coutinho † (2 luglio 1962 - 15 marzo 1964 succeduto vescovo di Belgaum)